# Batalla de Skafida
La batalla de Skafida (en búlgaro: Битка при Скафида) ocurrió en 1304 en el río Skafida, cerca de Sozopol, Bulgaria, y enfrentó al Imperio bizantino contra el Segundo Imperio búlgaro. La victoria fue para el Segundo Imperio búlgaro, que gracias a la cual pudo superar la crisis del siglo anterior, logrando estabilidad interna y consiguiendo el control de Tracia, de manera que a partir de entonces el Imperio bizantino dejó de ser una amenaza por los búlgaros.

## Orígenes del conflicto
El primer objetivo de Teodoro Svetoslav después de ser coronado zar del Segundo Imperio búlgaro en 1300, fue la revancha por los ataques que durante los anteriores 20 años los mongoles habían sostenido sobre Bulgaria. Primeramente, los traidores fueron castigados, incluido el patriarca Joaquín III, quien fue hallado culpable de ayudar a los enemigos de la corona. Después, el zar se volvió hacia el Imperio bizantino regido por Andrónico II Paleólogo, que había colaborado con los ataques mongoles consiguiendo conquistar varias fortalezas en Tracia. Así, a partir de 1303, su ejército fue hacia el sur y conquistó varias ciudades bizantinas fronterizas. Al año siguiente, en 1304, los bizantinos se prepararon para contraatacar, de manera que ambos ejércitos se encontraron cerca del río Skafida.

## La batalla
Aparentemente los bizantinos ganaron tácticamente al inicio, haciendo retroceder a los búlgaros hasta el río y obligándoles a cruzarlo en retirada. Pero las tropas bizantinas, creyendo definitiva la victoria, avanzaron desordenadamente sobre el puente que cruzaba el río, que había sido saboteado antes de la batalla por los búlgaros. Con el peso de las tropas bizantinas, el puente colapso, provocando el pánico entre los bizantinos, que con las líneas totalmente rotas, tuvieron que hacer frente al contraataque búlgaro. Totalmente desbordados, los bizantinos acabaron retirándose en desbandada y los búlgaros se hicieron con la victoria.

## Consecuencias
Durante la batalla los búlgaros tomaron una gran cantidad de prisioneros, en especial entre la oficialidad, formada por la aristocracia bizantina. Después de la batalla, el ejército búlgaro continuó con su ofensiva sin que el Imperio bizantino los pudiera detener a pesar de que el emperador bizantino Andrónico II Paleólogo hizo fundir el oro de su tesoro personal para poder reclutar más tropas. Finalmente, en 1307, un tratado de paz se firmó entre el Imperio bizantino y el Imperio búlgaro, que se mantuvo en vigor hasta la muerte de Todor Svetoslav, en 1321.